# Trutamora Slovenica

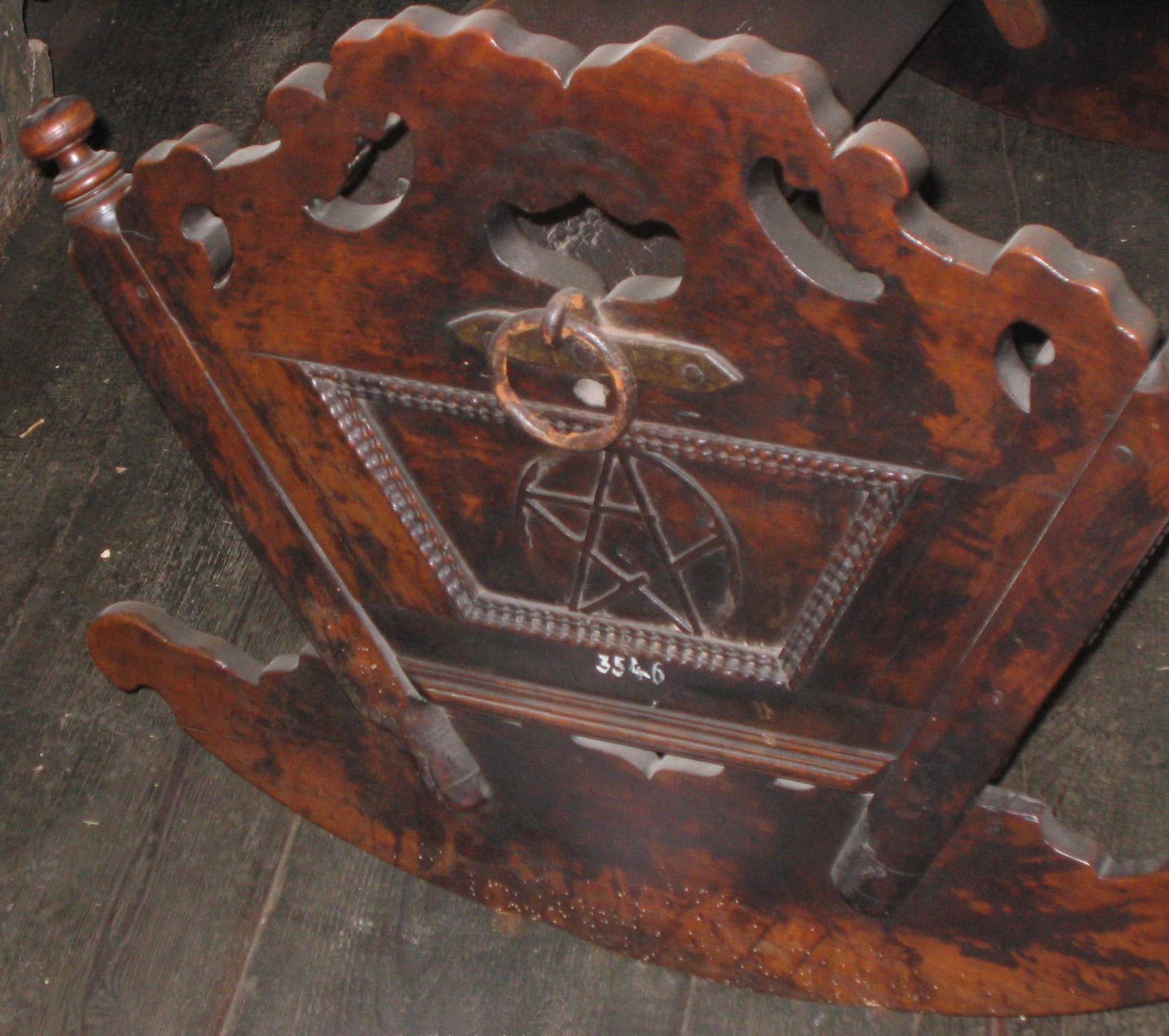
Pentagram på vagga

Trutamora Slovenica är en slovensk ensemble. Den utgörs av en trio bestående av Dr. Mira Omerzel Terlep, Tine Omerzel Terlep och Mojka Žagar. De presenterar det slovenska folkmusikaliska arvet med musikinstrument, sånger, danser och konserter. De gör också animationskonserter för barn, från förskoleåldern och uppåt.
Ensemblen har sitt ursprung i duon Omerzel-Terlep som sedan 1971 har samlat in slovenska folkinstrument. År 2008 firade de 30-årsjubileum och utförde konserter med slovenska folksånger och folkinstrument. Konserterna var baserade på etnisk-musikvetenskapliga forskningar om slovenska folkinstrument. Ensemblen använder sig av ett antal olika instrument och för att skapa olika ljud använder de enkla redskap av naturmaterial som blad, frukter, klockor och skedar. 
Namnet Trutamora härstammar från ett gammalt slovenskt namn på ett apotropeiskt tecken, ett pentagram. Man målade tecknet på vaggor vari man lade sina nyfödda barn. Detta för att skydda barnen mot mardrömmar, sjukdomar med mera. Namnet på ensemblen valdes för att man ville symbolisera att den slovenska folkmusiken ska läggas i vaggan så att de unga ska få lärdom om sin tradition och slippa problem med att finna sin identitet.